# Сабаил (замък)
Сабаил (Сабаилски замък, Шахри Саба, Шахри Нау, Байловски камъни) (на азербайджански: Bayıl qalası) е древен град-замък, потънал в Каспийско море на 350 м от брега на Баку, столицата на Азербайджан.
Често е наричан и Каспийската Атлантида, но за разлика от нея останките от строителството му могат да се видят над повърхността на водата. Каспийско море се характеризира с твърде нестабилно водно ниво, което в течение на годините ту се покачва, ту спада. Вследствие на това руините на замъка ту изцяло попадат под вода, ту целите се показва над повърхността.

## История
Първото писмено описание на подводната структура е направено от първия руски хидрограф Фьодор Соймонов, който посещава Бакинския залив през 1723 г. Той съобщава, че в залива, южно от град Баку, на дълбочина от 4 сажена (7,3 м), се намира каменна конструкция с кули, която, според местното население, в древни времена е била построена на сух път и е изпълнявала функциите на кервансарай.
Замъкът е построен през периода 1232 – 1235 г. върху скалист остров в залива на Баку от ширваншах Фарибурз III, за да защити града откъм Каспийско море по времето, когато Баку е бил столица на ширваншаховете. Крепостта е издигната в съответствие с проекта на тогавашния известен архитект Зейнадин ибн Абу Рашид Ширвани. По други данни архитект и ръководител на строежа е Абдул-Маджид Масуд оглу, който е построил и кръглия замък в Мардакан, част от общата отбранителна система на Абшеронския полуостров. Цялата структура получава формата на удължен правоъгълник с неправилна форма, чиято основа напълно повтаря релефа на съществуващия тогава остров.
Според ръководителя на групата за подводни изследвания, археолога Виктор Квачидзе, замъкът е останал недовършен, тъй като не всички подготвени детайли са вградени в зидарията. Край крепостната стена са подредени около 700 подготвени каменни плочи с надписи и изображения, които никога не са използвани по предназначение. Освен това във вътрешността не са построени почти никакви сгради.
След силно земетресение през 1306 г., което повишава морското ниво с над 20 метра, замъкът Сабаил е напълно потопен под водите на Каспийско море. През 1723 г. нивото на водата спада до известна степен и над морето се появат върховете на древните крепостни кули. Днес руините на замъка могат да бъдат разгледани само с помощта на специално оборудване за гмуркане. В наши дни тече процес по отдръпване на морето и част от върха на замъка вече е над водата.
През 20-те години на 20 век нивото на водата спада още повече и островът, на който е построен замъкът, се показва напълно над повърхността. В продължение на няколко десетилетия след това, се провеждат изследвания от различни учени – хидрологът А. Вознесенски, геологът И. Губин, историкът Е. Пачомов, археолозите И. Джафардад, О. Исмизаде, В. Квачидзе и много други.

## Предназначение
Откакто структурата е открита, учените не могат да уточнят нейното предназначение. Съществуват няколко предположения, без да е ясно кое е най-точното.
- Според първия азербайджански археолог Омар Исмизаде, целта на замъка е да бъде свързан с морето, на брега на което е построен. По време на неговото функциониране, около стените и кулите отвън не е имало скали, каквито заобикалят руините. Затова морската вода плътно е обграждала основите от всички страни. Това се потвърждава и от многобройните приспособления, вградени в зидарията на стените и кулите и предназначени за завързване на акостирали кораби. Този факт дава основание да се предположи, че Сабаил е била мощна, непревземаема морска крепост, която защитава град Баку.[2] Ширваншаховете са разполагали с морски флот, чиито кораби са се установявали край крепостта. През 13 век тя е обсадена за дълго от войските на Чингис хан. Горната част на съоръжението е унищожена от обсадните машини, но замъкът така и не е завладян.[5][6] В същото време структурата функционира и като градска морска спирка. Фактът, че замъкът е морско пристанище на Баку, се потвърждава и от една плоча на стената с надпис „Бандар-Баку“, което в превод от фарси означава „Пристанище Баку“. В Иран и сега много от пристанищните градове носят подобни имена – Бандар-Торкаман, Бандар-Гез, Бандар-Абас и други.[2]
- Замъкът е построен на входа на Бакинския залив и е трябвало да пази подходите към крепостта Баку, като издържа краткотрайни обсади и отблъсква нападенията на малки отряди. Той обаче няма достатъчно укрепления, за да устои на дълга обсада и истинска атака. Освен това в него не е осигурен източник на прясна вода, която трябва да се носи отвън. Затова структурата не може да бъде наречена крепост, а по-скоро е замък.[2]
- Предполага се, че успоредно с отбранителните му функции, замъкът е действал и като митница. Корабите акостират до стените и изчакват на кея митническите проверки. Замъкът има две порти – на северозапад и на юг. Стоките от корабите се разтоварват и вкарват в замъка през северозападната порта. Там се определят тяхната стойност и размерът на дължимото мито. Когато всички формалности са уредени, стоките се пренасят през цялата територия на замъка до южната порта и оттам се доставят с лодки до континенталната част. Често в митническите складове се съхраняват доста ценни стоки, които се нуждаят от стабилна защита. Оттук и изграждането на мощните крепостни стени.[7]
- Според друга версия Сабаил е бил светилище или езически храм. Това се доказва от големия брой открити предмети, с помощта на които се извършват ритуали. Находки, ползвани за битови нужди там почти не са открити.[6] Някои историци са склонни да вярват, че тук е бил разположен зороастрийският Храм на огъня.[1]
- Според следващ вариант замъкът е един от дворците на ширваншаховете, тяхна лятна резиденция.[2]
- Когато през 16 век нивото на Каспийско море отново намалява, островът със замъка се свързва с континента. Според народните предания, по това време структурата започва да се ползва като кервансарай.[6][7] Обаче малката ширина на изходните порти от 1,25 м опровергава тази версия, тъй като натоварени камили и коне не биха могли да минат през тях.[5] Тогава, както установява Виктор Квачидзе, са построени и стените вътре в замъка. Но структурата скоро отново е потопена под водата.[6][7]

## Архитектура
Крепостта е издигната на остров, има дължина 180 м, ширина 40 м и контурът ѝ е силно разтегнат от север на юг. Крепостните стени достигат дебелина от 1,5 – 2 м, а над тях се извисяват 15 наблюдателни кули. Три от тях са кръгли, а останалите 12 – полукръгли. Кулите са отдалечени една от друга на разстояние между 16 и 28 м. Към западната стена е прилепена разрушена площадка – основата на централната кула, която е служила едновременно и като морски фар. Открити са още останките от 9 жилищни помещения, в две от които има запазени огнища. Намерени са фрагменти от керамични съдове в черно и червено, напълно запазени съдове, медни монети от времето на ширваншах Кершасб. Също така са открити фрагменти от керамични тръби с различни диаметри, които изглеждат като водопроводни тръби.
През 2008 г. в Стария град на Баку е разкрит тунел, който е построен вероятно през 19 век. В края на 18 век Баку е бил кавказкият център на революционното движение и според учения Виталий Антонов, тунелът е изкопан, за да спаси управителя в случай на масови бунтове в града. Друга версия обаче твърди, че този тунел е един от няколкото, които водят до древния замък Сабаил. Съществуват няколко подземни тунела, водещи от Двореца на ширваншаховете и от джамията от 15 век Сънъх Гала до морето. Тоест откритият тунел е част от подземна мрежа, свързваща замъка Сабаил с континента.

## Фриз
Замъкът е истински уникален феномен в архитектурата на целия Близък Изток. В горната част на крепостта е изработен фриз с гравирани текстове на арабски и фарси. Те са украсени с изображения на животни, човешки лица и митични същества, което е съвсем непривично за културата в този район на света. Изобразяването на човешки фигури и животни няма аналог никъде другаде в мюсюлманската архитектура. За съжаление горната част на крепостта е напълно разрушена, запазени са само основите на кулите и фрагменти от крепостната стена. Около 30% от плочите по фриза, извадени от морето, са повредени от вековната дейност на вълните и надписите и образите по тях са изтрити. Не всички камъни са били възстановени. Когато през 2000 г. горните части отново се появяват, е решено някои плочи от фриза да се свалят и да се преместят за съхранение в бившата резиденция на владетелите – Двореца на ширваншаховете в Баку.
Дължината на сложния надпис е 400 м и се състои от 699 каменни плочи. Всеки от изписаните и изрисувани камъни е висок 70 см и широк между 25 и 50 см. Дебелината им се колебае между 12 и 15 см. Съдържат религиозни тълкувания, датата на началото на строителството на комплекса, както и името на архитекта. Освен това текстът позволява да се проследи генеалогичното развитие на династията на ширваншаховете Мазядиди, описанието на което е изобилно илюстрирано с рисунки на короновани човешки образи. През Средновековието, в страните от Близкия Изток, годините са отбелязвани с имената на животни, така че точните години на царуването на всеки член от династията са маркирани с помощта на животински образи. Сред имената на споменатите владетели са Мухамад Ибн Язид, Халид ибн Язид, Али ибн Хайсам, Манучехр ибн Язид, Фарибурз ибн Афридун, Джалал ад-Дин Ахситан ибн Фарибурз и други. Също така могат да се разчетат титлите „шах“ и „султан“ и имената на градовете Баку и Шамахи. Споменато е и името на Рашид ан-Нагаш, който е изработил човешките и животински образи. Освен това, сред тях се забелязват надписи на грузински и образа на грузинска жена. Това не е случайно, тъй като управляващите династии на двете държави са свързани по това време. Днес все още не всички текстове са разчетени.
През 1965 г. е създадена специална лаборатория за почистване и разчитане на каменните надписи в Дворцовия комплекс на ширваншаховете в Баку, който днес е държавен исторически архитектурен резерват-музей. Надписите върху камъните дават за първи път интересна информация за историята на владетелите от 9 до 14 век и за видни личности от онова време. Включени са и данни за фамилията на архитектите Зейнадин бин Абурашид и Абурашид бин Зейнадин, които са участвали в проектирането и строителството на замъка.
Един от най-интересните животински образи е на главата на бик. Същото изображение се намира и над източната порта на Стария град на Баку, както и на камък, открит близо до Момината кула от 12 век. По принцип бикът символизира силата и храбростта на народа на Азербайджан и неговата героична борба срещу чуждестранни нашественици.

## Легенди
Една легенда се отнася до град, разположен на брега на Каспийско море, управляван от красива жена, наречена Сабаил. Един ден, докато гледала към морето от върха на висока кула, тя забелязала красив младеж да плува към нея и се влюбила в него от пръв поглед. Той се казвал Зег и също веднага се влюбил в Сабаил. Те се срещали всеки ден и любовта им правела Зег все по-силен и по-силен. Обаче един ден младежът срещнал друга жена, в която се влюбил, а това му отнело силата, получена от любовта на Сабаил. Когато отново заплувал към кулата на замъка, където Сабаил го чакала, силите не му стигнали и вълните го погълнали. Сабаил не могла да понесе скръбта по него и се хвърлила в морето. Народът нарекъл крепостта Сабаил в чест на своята владетелка.
Друга легенда свързва града-крепост с Александър Велики, който искал да го превземе. Обсадил го, но жителите не се предавали. Тогава пълководецът поискал съвет от своя учител Аристотел. Градът бил разположен под морското равнище, а голям камък предотвратявал навлизането на вода в него. Аристотел изобретил специална течност, която превръщала скалата във вар. Напръскали камъните около крепостта с нея, водата нахлула в града и го наводнила. За да спасят живота си жителите избягали в град Джилан, а наводнената крепост била наречена Сабаил.